# Hjälmarekanaal

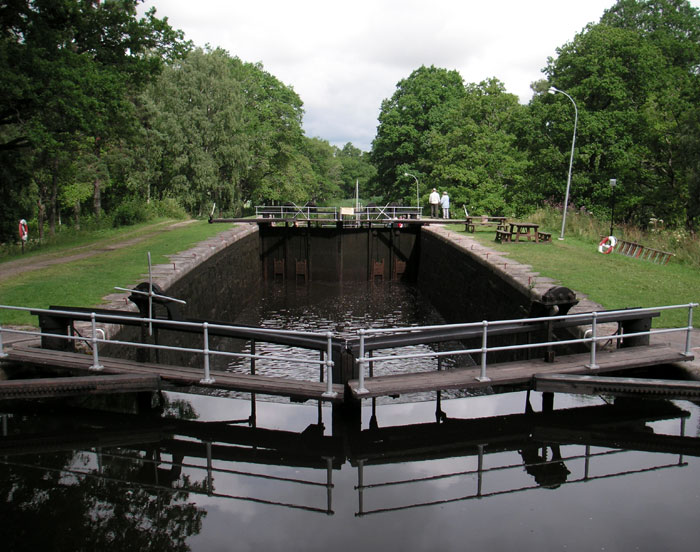
De sluizen bij Hällby.

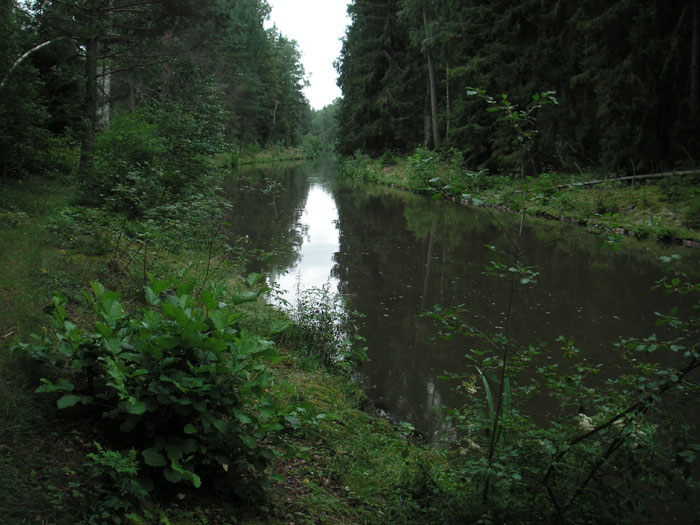
Het kanaal door het bos.

Het Hjälmarekanaal is een 13 kilometer lang kanaal in Zweden, dat het Hjälmarmeer verbindt met het Mälarmeer.
Het kanaal werd in 1639 in gebruik genomen voor het vervoer van ijzer van de regio Bergslagen naar onder andere Stockholm. Plannen om het kanaal uit te breiden zijn nooit gerealiseerd.
Het verkeer op het kanaal werd vaak gestremd door het vele onderhoud dat nodig was. Daarom werd in 1830 het kanaal verplaatst. Dat leidde tot verlaging van de onderhoudskosten. In de negentiende eeuw werd het kanaal minder belangrijk door de concurrentie met het treintransport.
Rond dezelfde tijd verplaatste de metaal- en houtindustrie zich ook meer naar het noorden van Zweden.
Sinds de verplaatsing in 1830 kunnen de boten in de sluizen 22 meter naar beneden worden gebracht.